# Fortaleza de Zanavi
La Fortaleza de Zanavi (en idioma georgiano: ზანავის ციხე), está enclavada en el pequeño pueblo Didi Zanavi del municipio de Adigeni  en la parte sur de la región de Samtsje-Yavajeti, Georgia. Pertenece a la Edad Media. Ha sido inscrito durante el 2007 en el registro de Monumentos culturales inamovibles de importancia nacional de Georgia.

## Descripción
La fortaleza medieval está edificada sobre una gran roca escarpada de difícil acceso. La estructura principal de la ciudadela es una torre de tres pisos con una parte trasera redondeada, con aspilleras en todos los lados y un horno en el segundo piso. La puerta arqueada en las paredes del sur conduce a un patio, que contiene una tanque de agua excavada en la roca. Más al sur, hay dos torres, una de ellas contiene los restos de una iglesia. La antigua muralla de una construcción posterior al edificio de este fuerte está realizada con rocas y cal. 